# Hit the Road Jack
Pour les articles homonymes, voir Jack.
Hit the Road Jack (prends la route Jack, en anglais) est un standard de jazz américain écrit et composé par l'auteur-compositeur de rhythm and blues Percy Mayfield en 1960. Enregistré une première fois en 1961 comme démo a cappella pour le label américain Art Rupe (en), il devient un des tubes du répertoire de Ray Charles (1930-2004) avec son premier enregistrement du 9 octobre 1961 chez ABC Records, no 1 des charts américains Billboard Hot 100 1961, Grammy Awards 1961 du meilleur enregistrement Rhythm and blues, enregistrée au Grammy Hall of Fame Award, classée 387e des 500 plus grandes chansons de tous les temps selon Rolling Stone...

## Histoire
Ce titre fait référence à l'origine au roman Sur la route de 1957, de l'écrivain américain Jack Kerouac, et à l'album  The Genius Hits the Road (Le Génie prend la route) de 1960, de Ray Charles (surnommé The Genius, Le Génie, depuis son tube What'd I Say de 1959).

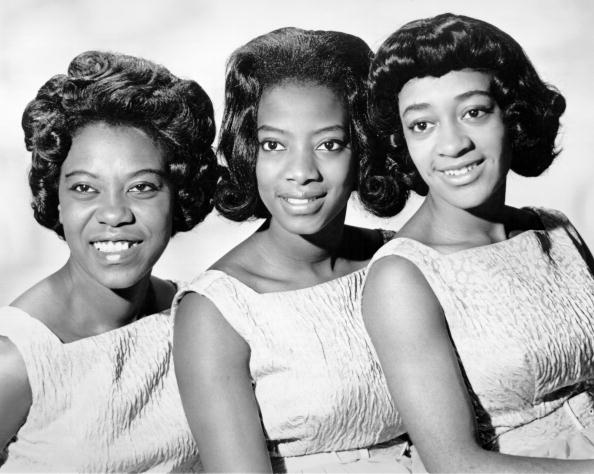
Le chœur de choristes The Raelettes de Ray Charles en 1962

Le thème des paroles de la chanson fait echo à la vie d'artiste personnelle de Ray Charles, et à ses conflits de couple avec sa seconde épouse de l'époque, la choriste Della Robinson (épousée en 1955, avec qui il a 3 enfants) au sujet entre autres de son désir de vouer sa vie à sa carrière d'artiste en tournée internationale perpétuelle sur les routes du monde entier, aux dépens de ses succès artistiques et financiers incertains irréguliers, et de ses addictions aux stupéfiants... (conflit qui lui inspire déjà son précédent succès international Unchain My Heart (libère mon cœur, de 1961).
La chanson est enregistrée sous forme de conversation conflictuelle parlé-chanté de rupture de couple entre Ray Charles et The Raelettes (son chœur de choristes fondé par Margie Hendrix (en), avec qui il entretient une relation amoureuse durant ses tournées, et avec qui il a un fils Charles Wayne) accompagné de son big band jazz, et de lui-même au piano « Prends la route Jack et ne reviens plus jamais. Que dis-tu ? Oh Femme, oh Femme, ne me regarde pas de haut, tu es la vieille femme la plus mesquine que j'aie jamais vue. Ne reviens plus jamais, Hé, que dis-tu ? ne reviens plus jamais, je ne t'ai pas compris, tu ne peux pas vouloir dire ça. Oh, ne me traite pas comme ça... ».

## Classement
- Un des nombreux tubes de l'important répertoire de Ray Charles à atteindre les sommets des charts américains (avec I Got a Woman, Mess Around, Night Time Is the Right Time, Hallelujah I Love Her So, A Fool for You, What'd I Say, Georgia on My Mind, Unchain My Heart, I Can't Stop Loving You, Precious Thing...)
- 1961 : no 1 des charts Billboard Hot 100 pendant deux semaines[5], et numéro un des charts R & B pendant cinq semaines[6]
- 1961 : Grammy Awards du meilleur enregistrement Rhythm and blues[7].
- 2012 : chanson enregistrée au Grammy Hall of Fame Award
- Classée 387e des 500 plus grandes chansons de tous les temps selon Rolling Stone

## Reprises
Ce standard de jazz est réédité de nombreuses fois avec succès par Ray Charles durant sa longue carrière, entre autres sur les rééditions de l'album The Genius Hits the Road de 1997 et 2009, et repris par de nombreux interprètes dont :
- 1961 : Richard Anthony, traduit pour l'occasion en français en : Fiche le camp, Jack
- 1961 : Monica Zetterlund, version suédoise avec comme titre Stick iväg Jack, paroles de Beppe Wolgers.
- 1963 : Jerry Lee Lewis
- 1966 : The Animals
- 1966 : Les Mersey’s (sous le titre T’en fais pas Jacques)
- 1968 : The Easybeats
- 1974 : Suzi Quatro
- 1976 : Big Youth, version reggae de l'album Hit the Road Jack
- 1976 : The Stampeders (en), featuring Wolfman Jack
- 1976 : John Mellencamp, Johnny Cougar
- 1982 : Adriano Celentano, Dove vai, Jack?
- 1986 : Blind Date
- 1987 : The Residents
- 1989 : Buster Poindexter
- 1990 : Tokyo Ska Paradise Orchestra, Ska Para Toujou
- 1993 : Shirley Horn, album  Light out of darkness, en hommage à Ray Charles
- 2001 : Mo' Horizons (en), en Portugais Pé Na Estrada
- 2004 : Hermes House Band, Get Ready To Party
- 2005 : Miyavi, live
- 2006 : Basement Jaxx
- 2006 : Tic Tac Toe (band) (en)
- 2009 : Renee Olstead, album Skylark
- 2009 : Jamie Cullum et Tim Minchin, émission télévisée Britannique le 23 octobre 2009
- 2010 : John Farnham, combinée avec la chanson Fever
- 2010 : Acid Drinkers, album Fishdick Zwei – The Dick Is Rising Again
- 2011 : Donuts & Swan, publicité de Citroën C3.
- Public Enemy, Greatest misses, sous le nom Hit da road Jack
- Arrested Development, Heroes Of The Harvest
- Throttle, version future house du morceau signé chez le label néerlandais Spinnin' Records.
- 2018 : Maskarade & Wolfgang Lohr, version electro swing
- 2019 : Sha Na Na
- 2020 : 2WEI (en)

## Au cinéma
- 1981 : Georgia, d'Arthur Penn
- 1991 : The Fisher King de Terry Gilliam
- 2005 : Ray, de Taylor Hackford, film biographique, avec Jamie Foxx (Oscar du meilleur acteur 2005 pour son rôle de Ray Charles[4])[8]
- 2018 : The House that Jack Built, de Lars von Trier, avec Uma Thurman (générique de fin).